# 小矮泽芹
小矮泽芹（学名：Chamaesium spatuliferum var. minor）是伞形科矮泽芹属的变种。分布于中国大陆的四川等地，生长于海拔3,400米至4,050米的地区，多生长在湿润的草地以及牧场，目前尚未由人工引种栽培。